# Jerry Evans
Gerald Kristin „Jerry“ Evans (* 28. September 1968 in Lorain, Ohio) ist ein ehemaliger US-amerikanischer American-Football-Spieler. Er spielte drei Saisons auf der Position des Tight Ends in der National Football League (NFL).

## Karriere
Evans wurde im NFL Draft 1991 in der achten Runde als 204. Spieler von den Phoenix Cardinals ausgewählt. Am 27. August 1991 wurde er von den Cardinals entlassen. Am 2. April 1992 wurde er von den Barcelona Dragons aus der World League of American Football entlassen. Von 1993 bis 1995 spielte er in drei Saisons 43 Spiele, 18 davon von Beginn an, für die Denver Broncos. Er fing 25 Pässe für 251 Yards und drei Touchdowns. Er fumblete ein Mal und trug einen Kickoff über sechs Yards zurück.